# Groß Grönau
Groß Grönau est une commune d'Allemagne de l'État du Schleswig-Holstein située dans l'arrondissement du duché de Lauenbourg.

## Histoire
Groß Grönau est mentionnée pour la première fois en 1230.

## Particularité
Une population sauvage de Nandou d'Amérique d'environ 500 animaux est attestée autour de Groß Grönau. Cette espèce a été introduite par erreur en 2000, plusieurs individus s'étant échappés d'une ferme.

## Jumelage
- Lüdersdorf (Allemagne) depuis 1991[2]

## Source et références
1. ↑  « ZEIT ONLINE | Lesen Sie zeit.de mit Werbung oder im PUR-Abo. Sie haben die Wahl. », sur www.zeit.de (consulté le 29 juin 2021)
2. ↑  « Partnergemeinde » Site web de la commune de Groß Grönau, consulté le 20 juin 2016.

- (de) Cet article est partiellement ou en totalité issu de l’article de Wikipédia en allemand intitulé « Groß Grönau » (voir la liste des auteurs).